# SOD女子社員シリーズ
SOD女子社員シリーズ（エスオーディーじょししゃいんシリーズ）とは、アダルトコンテンツを扱う会社であるソフト・オン・デマンド（通称:SOD）の女性社員たちが出演する、アダルトビデオシリーズである。制作はSODクリエイト株式会社。

## 沿革

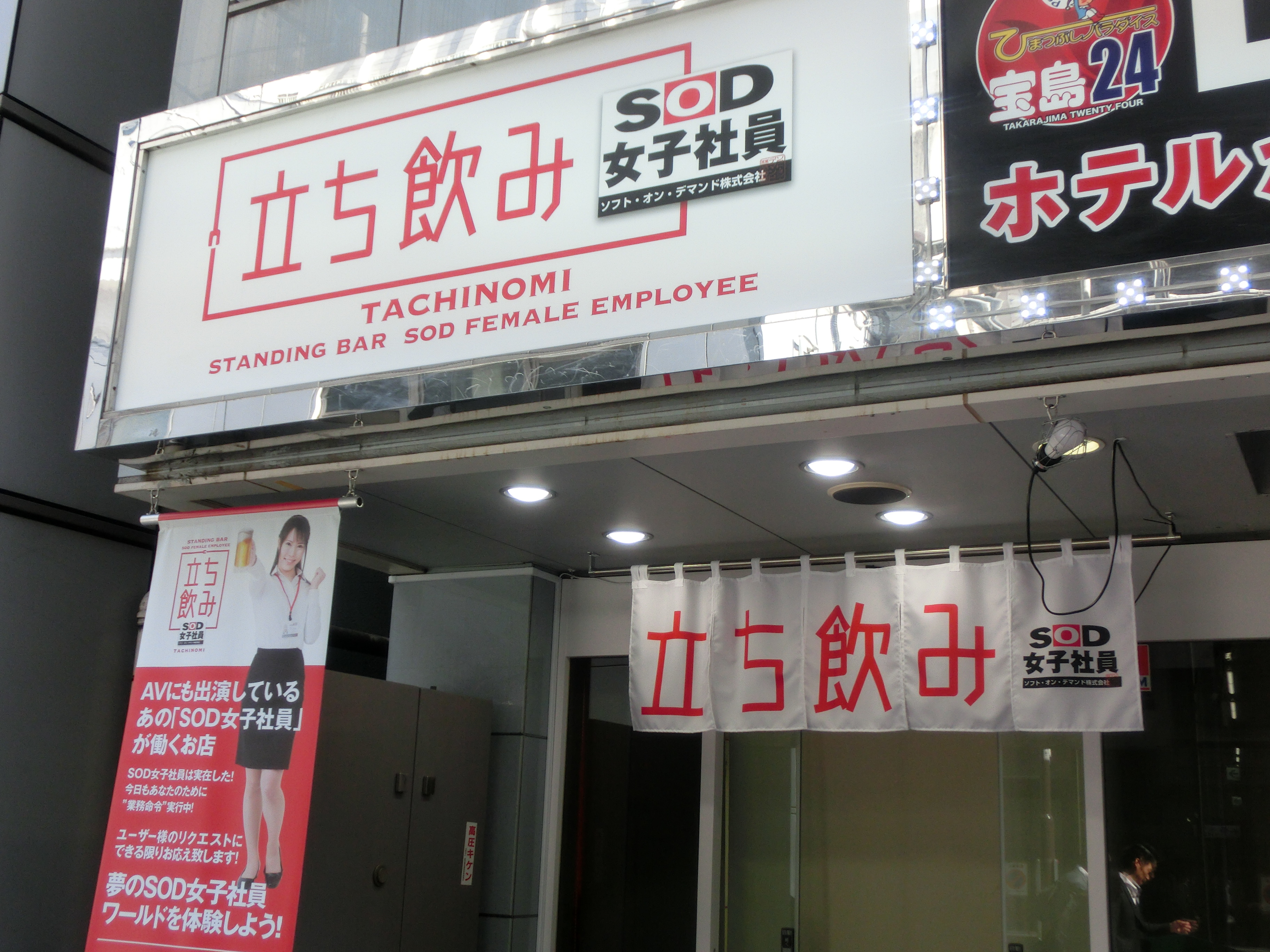
秋葉原・居酒屋「立ち飲みSOD女子社員」（2018年6月）

「ソフト・オン・デマンドの女子社員」達が出演するアダルトビデオの一連の作品。AVレーベル。出演する女子社員たちは、それぞれ「所属部署」と「氏名」が明記され、顔写真が入った社員証を首から下げている。
SOD女子社員シリーズでは「どんなときでも社員証を外さない」のがお約束である。制服姿のときはもちろん、全裸になっても、水泳大会で水着になっても、温泉に入浴するときも、社員証は外さない。かつては「社員証は上部が乳頭中心部と同じ高さに位置させる」のもお約束である。
出演時は、黒のジャケットとスカート、白のワイシャツを制服として着用する場合が多い。しかし、作品によっては私服姿や、夏の「クールビズ」と称して露出度が非常に高い制服を着用する場合もある。
ユーザーからのシリーズ人気は非常に高く、数多くの作品が制作されている。その理由として、出演する女子社員は「単体女優さんほどキレイすぎない」ため「身近にいるような普通の女の子がＨしてるのがさらに興奮」するのではないか、と分析されている。
『手コキクリニック』企画者による新企画として2003年11月16日にリリースされた『2003年度 ソフトオンデマンド 社内健康診断』で、撮影協力「SOD男性社員&女性社員」としてクレジットされているのが最初である。
基本的に大勢の女優が登場する企画モノではあるが、「仮面のSOD女子社員」、「今まで頑なに出演を拒否していた○○がついに脱いだ!!」など一人の女優をピックアップした作品もある。既にAVデビューしている女優が女子社員に扮することが多いが、市川まさみ、加藤ももかのように、まだデビューしていない新人がSODに入社した後にAV出演を果たすというパターンもある。女子社員は作中演出上の設定だけということがほとんどであるが、市川まさみのように、一定期間契約社員やアルバイト契約などで実際に従事している（していた）ケースもある。2025年時点で最も売れた作品は『ソフト・オン・デマンド 宣伝部 入社1年目 市川まさみ（23） AV出演（デビュー）！』（2015年発売）。
2013年に行われたレーベルプロデューサー・新田のインタビューによると、社員が全裸になるという設定は本来あり得ないものの、「大人数物は集団ノリ」でありえるかもと思わすことができ、「単体女優ほどきれいでない女性」「身近にいるような女性」がセックスしている姿を見れることが興奮になるのではと分析。クラスで3～4番目にかわいい女の子的要素でメンバーを集めるアイドルグループにも通ずる発想なのではと叙述している。
出演している女性社員達には所属部署などがクレジットされている。このシリーズに長く出演している女子社員の佐川未樹（河野未樹）は当初は多くの女子社員と同じように出演していた後に本シリーズにおける司会進行的な役回りをしていた。AV作品では全裸になっても首下げの社員証だけは外さないのがお約束になっている。前述の新田によれば「社員たるもの業務中は必ず社員証は身に着けておく」という意味合いであり、社員証とスーツでかわいさは2割増しになるとしている。
なお、ソフト・オン・デマンドのゲイビデオレーベル「NEW SEXUAL」には、男子社員を名乗る男優が出演するシリーズ「SOD男子社員」が存在する。
2018年5月3日には秋葉原に実在店舗『立ち飲み！SOD女子社員』をオープンした。その後同店は『女子社員酒場』に改名。
2019年には設定そのままに舞台演劇化を行った。
2020年10月10日に歌舞伎町にオープンした『SOD LAND』にも「SOD女子社員酒場 ウブ新入社員店」がある。
『SOD LAND』をきっかけに女子社員が海外メディアの取材を多数受けるようになった。同店舗は2023年に摘発され、一時営業を休止した。
実際にソフト・オン・デマンド勤務歴のあるGIRL’S CH元プロデューサー・田口桃子（2007年入社、2021年に退社）によると、親類からまず聞かれるのが『SOD女子社員シリーズ』に出るの？ということであり、それに対し田口は「絶対出ない」と答えている。

## SOD女子社員シリーズの歴史
SOD女子社員シリーズの第1作目は、2003年11月16日リリースの『2003年度 ソフト・オン・デマンド 社内健康診断』（企画・松下ヒロミ 監督・CHAIN宗）である。同作には「【撮影協力】SOD男子社員&女子社員」とクレジットされており、実際に「社員が出演するAV」としてリリースされた。
一方、タイトルに「ソフト・オン・デマンド女子社員」と入ったAVの発売はもう少し早く、2002年7月5日リリースの『ソフト・オン・デマンド女子社員 ほんとにあったSEX事件簿』（監督・CHAIN宗）が存在する。ただし同作は「SOD女子社員の体験談をAV女優が再現する」との形の作品であり、実際に社員が出演していたわけではない。
SOD女子社員シリーズとしてのブレイク作は、2004年3月18日リリースの『王様ゲーム SOD女子社員VS一般ユーザーの皆様』（監督・鎗ヶ崎一）であり、シリーズとしては3作目に当たる。
SOD女子社員シリーズは、基本形として「さまざまな部署の女子社員が、複数出演する」形でスタートしており、どの作品も5人から10人の女子社員が出演していた。初めて「1人の女子社員だけにスポットライトを当てる」形で制作されたのが、2006年6月8日発売の『仮面のSOD女子社員 クビになった女子社員 001 SOFT ON DEMAND 経理部 織田奈緒美24歳』（監督・パジェロあさみ）である。
この作品以降、複数の女子社員が出演する作品と、1人の女子社員にスポットライトを当てた作品の両方が制作されるようになった。特に2012年2月に始まる「宣伝部」の女子社員のAVデビューから、デビュー後にSODの専属女優である「SODSTAR」レーベルに移籍する女子社員や、退社してAV女優としての活動をスタートする女子社員が増加している。

## 特徴
SOD女子社員シリーズの特徴としては、「ユーザー参加型」の作品が多い点もあげられる。SODはAVに出演したい素人男性をたびたび募集しており、SOD女子社員シリーズもそのひとつ。複数のユーザーと複数の女子社員とゲームをする、一緒に宴会をするなど、大人数での乱交や1対1のプレイが収録されているのが基本である。
ただし2020年に始まった新型コロナウイルスの流行により大人数の収録が難しくなった、2022年6月に施行されたAV出演被害防止・救済法（AV新法）により素人がAVに参加するハードルが上がった、などの影響があり、「ユーザー参加型」の作品は激減している。
SOD女子社員だけでなく、グループメーカーの女性広報や女性社員が出演する作品、AV情報誌の女性編集部員が出演する作品なども発売された。
「SOD男子社員」が出演する作品も存在している。SODクリエイトの社内レーベル「NEW SEXUAL（ニューセクシャル）」（2010年5月～2011年2月）はゲイビデオレーベルであり、リリース作の中で『SOD男子社員』『SOD男子社員Ⅱ』が発売された。

### SOD女子社員がAVに出演する理由
SOD女子社員は、全員が「AVに出演することを納得」してSODに入社するわけではない。それでも数多くのSOD女子社員がAVへの出演をするのか、の理由としては「上司の説得」と「ユーザー様のため」との理由が中心である。
AVに出演した女子社員は、その後「見られることを意識したり、自信がついたりして、キレイになってく子が多い」。営業部や宣伝部など、実際のAV制作には関わらない女子社員も、出演によってAV制作現場の大変さを知り、その後の仕事のプラスになる、との意見もある。

### SOD女子社員シリーズの撮影現場
SODでは、新中野の本社でAVの撮影をおこなうことも多く、SOD女子社員シリーズの多くの作品も本社で撮影されている。社内の3Fには撮影用のスタジオも用意されているが、スタジオ以外に各階のトイレやエレベーターホールなどでも撮影がおこなわれる。SOD女子社員シリーズは、5Fのメインフロアでの撮影も多く、実際に業務中の社員がいる中でも撮影がおこなわれる。メインフロアには全面ガラス張りになった会議室もあり、そこでの撮影も多い。数多くの撮影がおこなわれてきたメインフロアの床には、「乱交の痕」「おもらしの痕」「浣腸撮影の痕」など、さまざまな痕がしみついていておりそのためメインフロアの床のカーペットは、頻繁に張り替えられている。

## 代表的なSOD女子社員シリーズ企画

### 社内健康診断
SOD女子社員が業務中に、全裸で健康診断を受ける。感度調査や腟検診など、他の社員の前でさまざまな検査を受けて恥ずかしがる女子社員の姿が見どころ。

### 王様ゲーム
SOD女子社員シリーズをブレイクさせた企画。複数の女子社員とユーザーが王様ゲームをおこなうが、王様はユーザー固定。ユーザーの出すさまざまなエロ命令に応えて、女子社員がサービスする。

### 野球拳
SOD女子社員が野球拳で全裸にされ、エッチなご奉仕をする企画。野球拳の相手は「ユーザー」「男優」「女子社員同士」などさまざま。業務中に突然音楽を流して女子社員に野球拳を挑む「ドッキリ野球拳」企画もある。

### 忘年会
毎年年末に開催される、ユーザーを招いた忘年会。旅館の宴会場で、エッチなゲームや乱交などがおこなわれる。宴会で女子社員もユーザーも飲酒していることもあり、酔った勢いでの恥ずかしいプレイも多い。

### 社内美人コンテスト
SOD女子社員が複数ノミネートしておこなわれる、美人コンテスト。社内で認められた、レベルの高い美人社員が多数登場する人気シリーズ。水着審査などのほか、セックステクニックも重視される点が特徴。

### 水泳大会
プールでおこなわれるさまざまな競技で、女子社員同士が競い合う企画。「部署別対抗」や「新卒社員」など、女子社員の組み合わせは作品ごとに異なる。ユーザーも参加し、ゲームに参加する作品も多い。

### 大運動会
SOD女子社員がさまざまなエッチな競技で競い合う、SOD社内行事のひとつ。運動場でおこなわれる場合もあるが、社内でおこなわれる場合もある。水泳大会と同じく、ユーザーが参加する作品も多い。

### 会社説明会
SODへの入社を希望する就活生への会社説明会で、女子社員が机の下で男優に愛撫されて感じながらさまざまな説明をおこなう。説明会後の会社案内中に、こっそりセックスをするパターンの作品もある。

### 入社式
SODへの入社が決まった新入社員の入社式の様子を撮影。最初は着衣だった新入社員が、全裸になって今後の抱負などを宣言するなど、他の会社では見られない入社式の様子が楽しめる。入社式後の研修として、セックスを披露している作品もある。

### 人生は波乱万丈だ！ゲーム
SOD女子社員が社内でスゴロク形式のゲームに挑戦する。マス目にはさまざまなエッチな指令が書いてあり、止まったマス目にある指示には従わなければならない。ユーザーを撮影現場に招待し、ユーザーへのご奉仕の指示があるマス目も存在する。

### （恥）赤面祭り
SOD女子社員を対象にした、複数の羞恥企画を収録する作品。1本に3種類の企画が収録されていることが多く、さまざまな企画を見たいユーザーからの人気が高い。企画内容は「ドッキリ羞恥」「社内かくれんぼ」「野球拳」「バスツアー」など、羞恥メインのものが中心。

### 全裸業務
制服を脱いだSOD女子社員が、全裸になって日常の業務をおこなう。社内ではほかの社員が通常業務をおこなっているため、1人だけ全裸の女子社員が恥ずかしがる姿が楽しめる。当然、社内セックスも女子社員の業務のひとつとして収録されている。

### バスツアー
ユーザーと女子社員がバスに乗車して、温泉地などにバスツアーに出掛ける企画。前半はバス内でユーザーとのプレイ、後半は旅館で宴会と激しめの乱交などが収録されている。眠っている女子社員を夜這いするパターンもアリ。

### オナホール開発プロジェクト
SOD女子社員の中から「オナホールにピッタリの名器」を持った女性を見つけ出し、その腟を参考にオナホールを開発するプロジェクト。オナニーの気持ち良さを追求するため、女子社員には「ナマ挿入」をして名器具合をチェックするのが人気のポイント。

### ユーザー様のお宅訪問
応募してきたユーザーの自宅にSOD女子社員が訪問し、さまざまな願望を叶えてあげる企画。ユーザーと女子社員が1対1の場合と、複数の女子社員による「ハーレム訪問」の場合がある。エッチなお願い以外には、手料理を振舞ったり掃除をしたりすることも。

### 高感度調査
「新開発するグッズの参考にするため」などの理由で、業務中の女子社員の感度調査としてさまざまなプレイをおこなう。女子社員は調査対象として容赦なく責められ続けるため、感じまくっている姿を見られるのが特徴となっている。

### SOD性科学ラボ
「SODが人間の性を、真面目に研究する」をテーマとした企画。それぞれの作品で研究テーマとして「潮吹き」「乳首責め」などが設定されている。研究テーマの調査がメインのため、セックスの収録がない作品もある。

### フェラチオシンデレラ選手権
SOD社内から厳選された女子社員たちが、フェラチオテクニックで競い合う企画。フェラチオに特化した作品のため、着衣のまま及びセックスなしの作品もあるが、セックスしながらのフェラチオを競う作品もある。

### 無許可で販売！
SOD社内で人気のある女子社員に密着し、さまざまなシチュエーションで撮影した素材を本人に無許可でまとめ、販売する作品。セックスだけでなく、トイレや着替えの隠し撮りなども収録されている。この作品が発売された女子社員は、その後AVデビューすることが多い。

### その他
「マジックミラー号」「タオル1枚男湯入ってみませんか」「アクメ自転車」など、SODの人気企画を取り入れたSOD女子社員作品も発売されている。

### 過去企画一覧
- 社内健康診断（全裸健康診断）[26]
- 会社案内
- 王様ゲーム[27]
- 社員旅行
- 新卒採用試験
- 社内野球拳[28]
- 忘年会
- 制裁
- SOD的人生は波乱万丈だ！ゲーム
- 新入社員研修（入社式）[29]
- メーカー美人広報対抗
- 社内公開リアルかくれんぼ
- 社内美人コンテスト
- ドッキリ（こっそり検証）[30]
- 大運動会（水泳大会）[31]
- 酔わせ10人隊
- 仕事初め一転
- 仮面のSOD女子社員
- 今まで頑なに出演を拒否していた○○がついに脱いだ!!
- SOD女子社員に下った史上最大の業務命令!!
- 月刊SOD女子社員
- 防災マニュアル[32]

## 単独で女子社員として出演歴のある女優

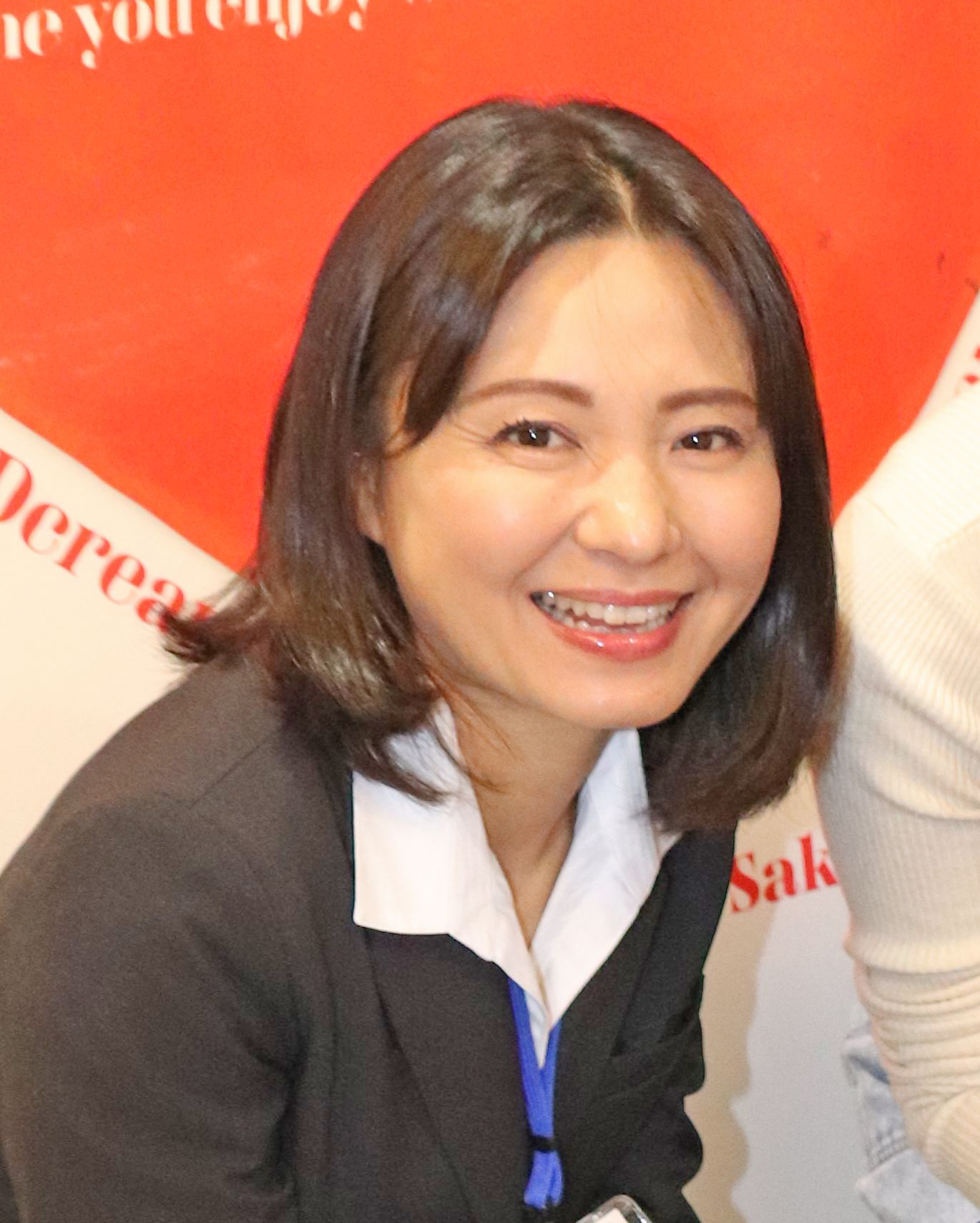
綾瀬麻衣子（2023年）

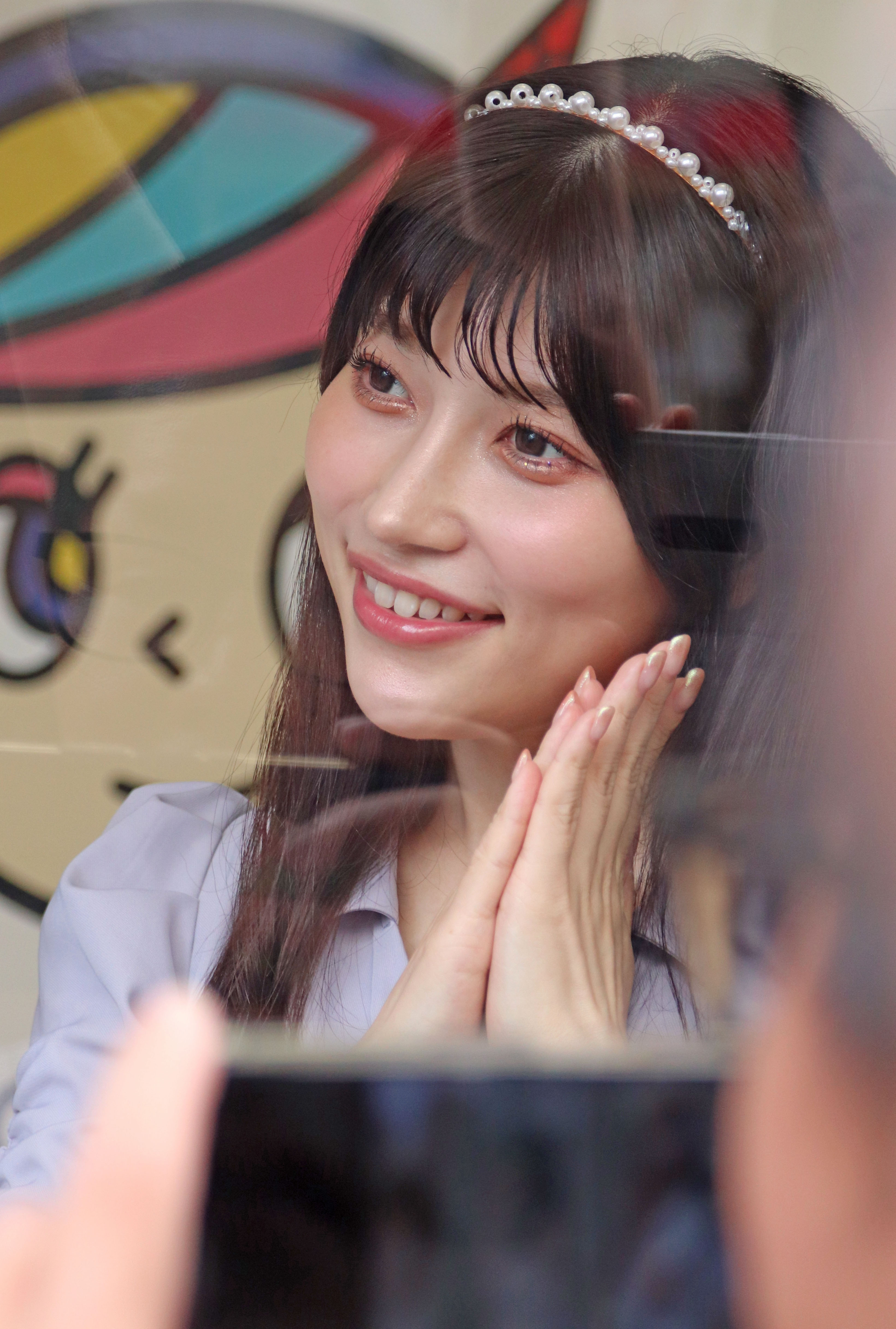
石川陽波（2024年）

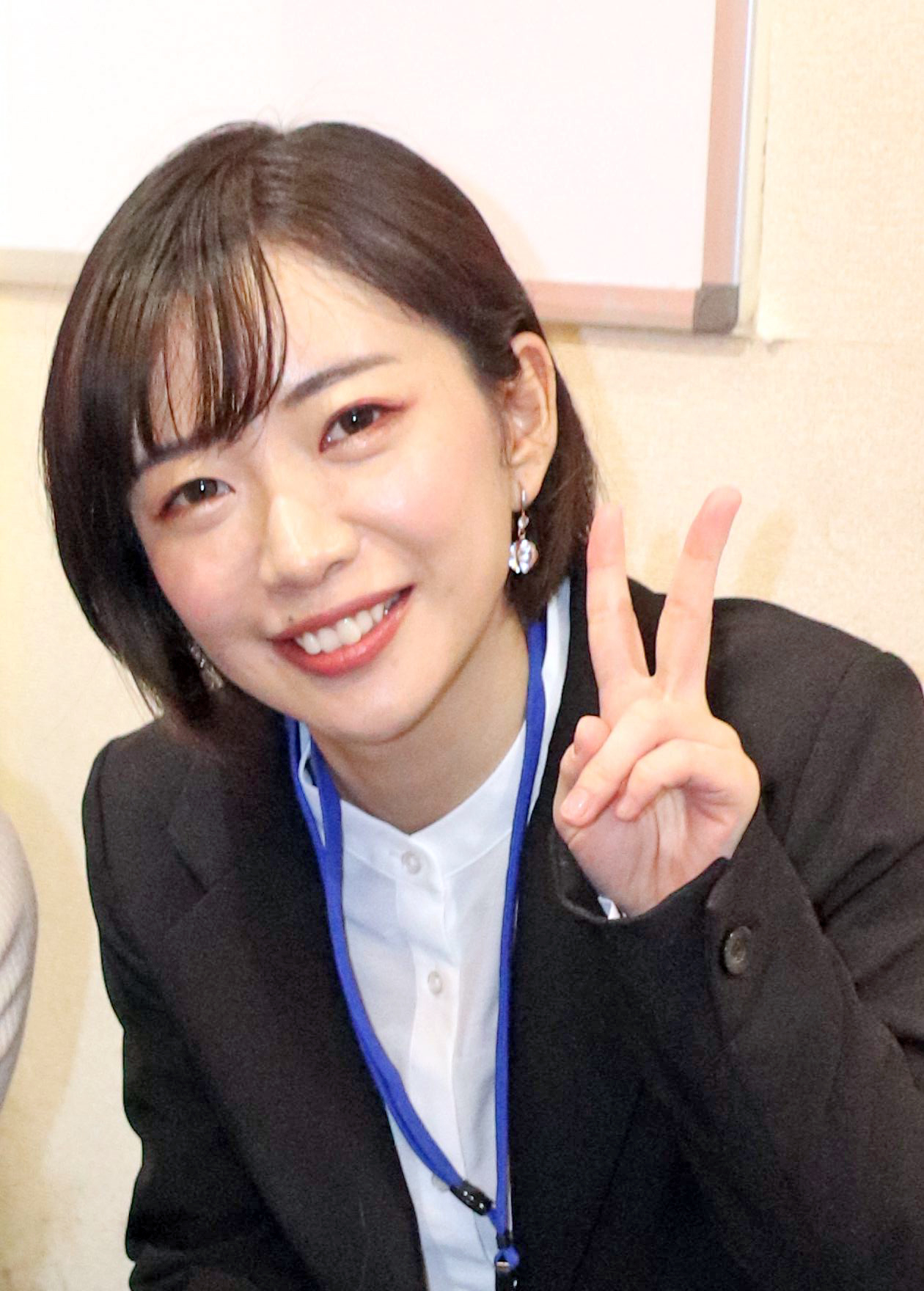
倉田優希（2023年）

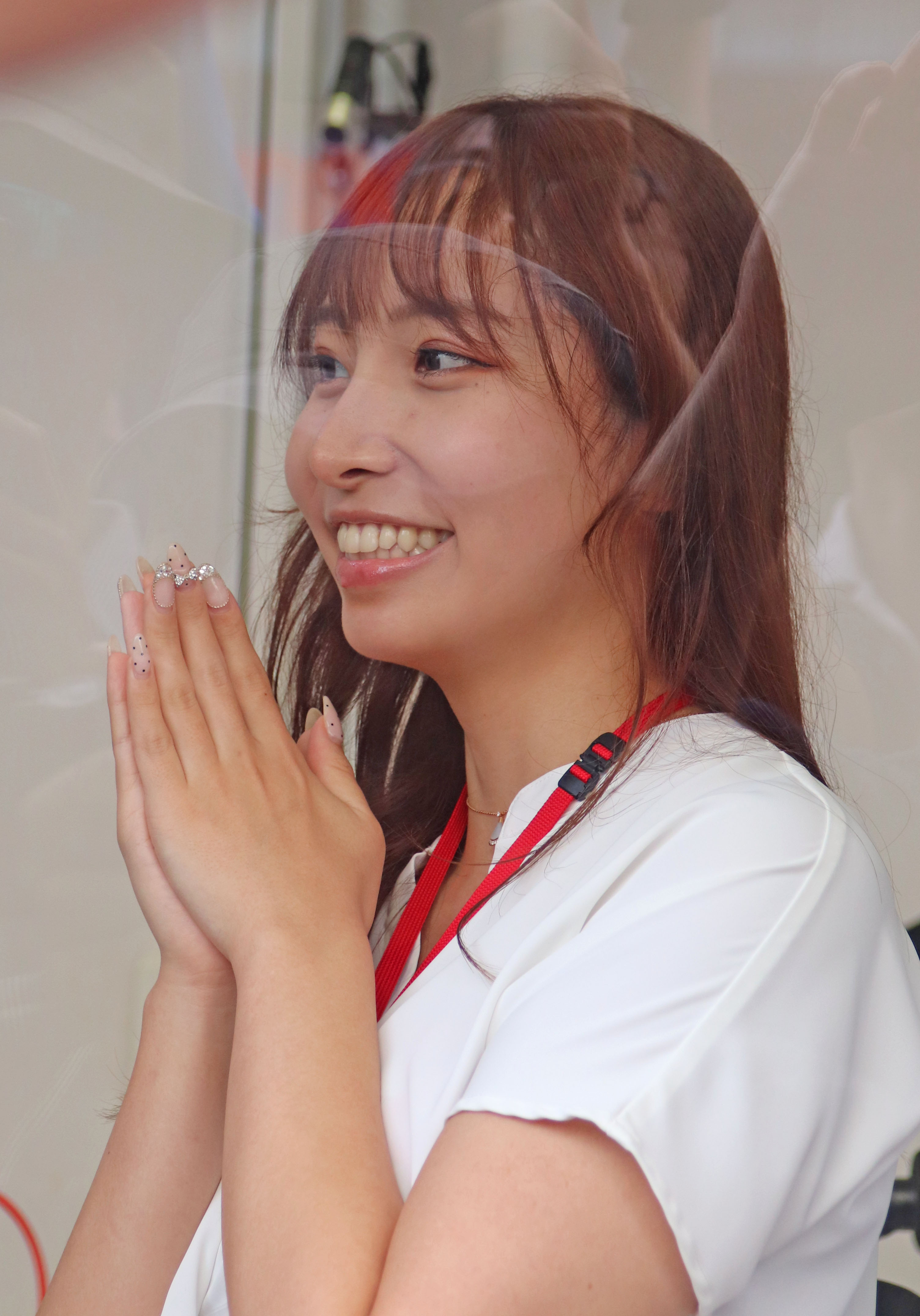
本多そら（2024年）

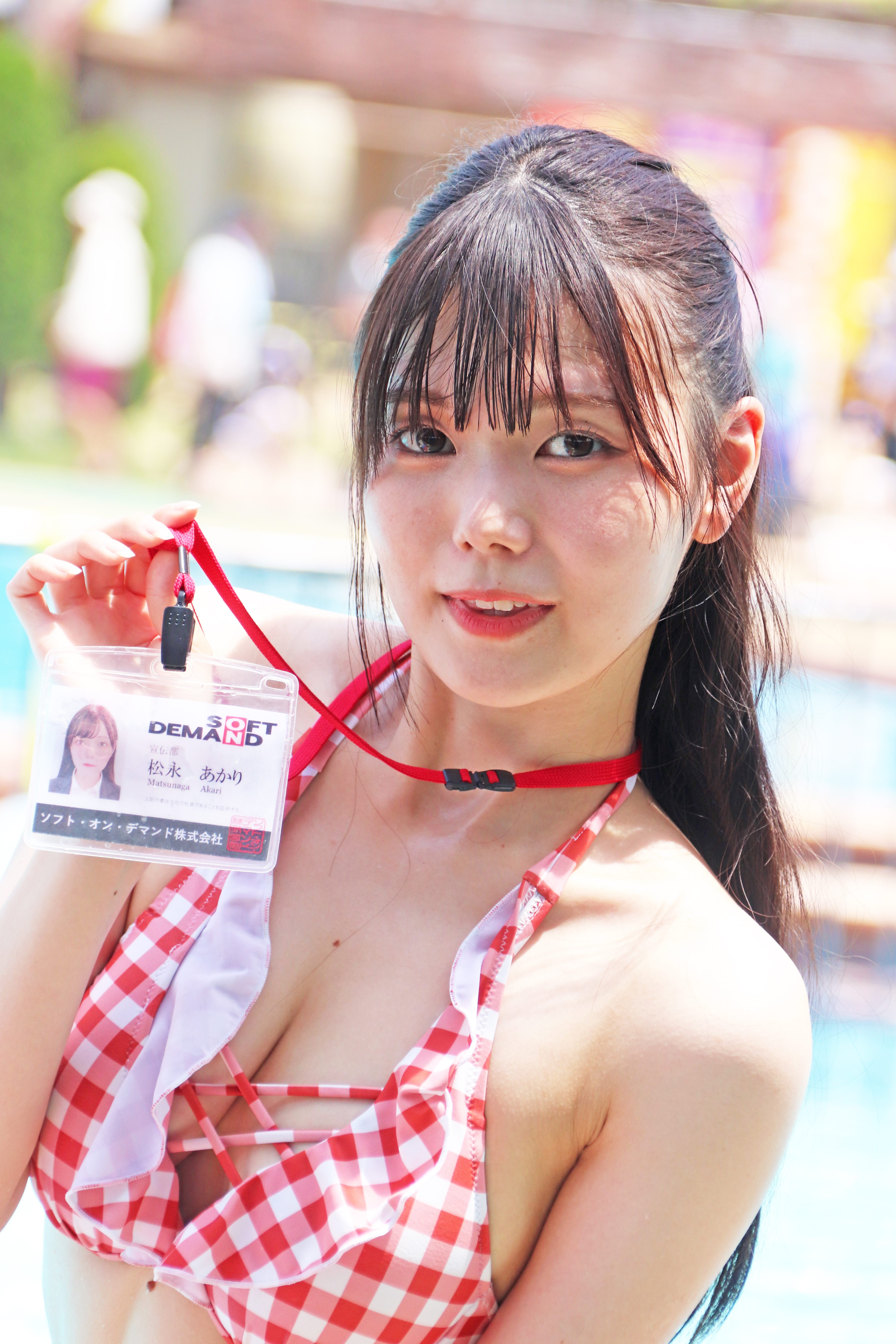
松永あかり（2025年）

- 浅井心晴[33]
- 浅野えみ[34]

- 綾瀬麻衣子[35]

- 石川陽波[36][37]
- 市川まさみ[4][5]
- 奥原莉乃
- 荻野ちひろ[38]
- 小野寺舞[39][40]
- 加藤ももか[41]
- 木戸千尋
- 日下部加奈[42]
- 国光彩世

- 倉田優希[43][44]
- 小池さら
- 小松るい
- 後藤さつき[45]
- 斉藤月乃
- 坂上茜[46]
- 桜井彩[47]
- 佐藤カレン[48]
- 篠崎菜都香
- 柴崎はる[5][49]
- 田中あかり
- 千葉多香子
- 中原愛子
- 中丸未来[50]
- 中山琴葉[51]
- 新田好実[5]
- 原波瑠

- 本多そら[5][52][53]
- 松川令奈[54][55]

- 松永あかり[56]
- 宮崎リン[57]
- 望月りさ[58]
- 森川玉緒[59]
- 守屋よしの
- 吉岡明日海
- 吉岡美琴[60]
- 優里なお

### 女子社員として活動歴のあるおもなタレント
- 池脇澪[61]

## 書籍

### 雑誌
月刊ソフトオンデマンド増刊号として、「SOD女子社員」が不定期に出版されている。